# Nicolas Nahas
Pour les articles homonymes, voir Nahas.
Nicolas Nahas, né en 1946 à Tripoli, est un homme politique libanais, ministre de l'Économie et du Commerce dans le gouvernement Mikati du 13 juin 2011 à mars 2013.